# Гледачки планини
Гледачки планини (на сръбски: Гледићке планине), или понякога Гледачка планина, е ниска планина в Централна Сърбия, разделяща района на Поморавието от Шумадия. Етимологията на името им идва от глагола гледа/гледам, тъй като от билото им се открива широка панорама към Шумадия на запад и Поморавието на изток. За Шумадия са втората по височина и значение планина след Рудник.
Дължината им е 35 – 40 km от северозапад-югоизток/север-юг, а ширината им е 20 km, като се ограничават на север от река Лепеница, на запад от река Гружа, на изток от района на Левоч и от Западна Морава на юг. Площта им е близо 800 km2. Гледачките планини са гористи и богати на рудни изкопаеми – гипс, барит, пирит, желязо, мед, каменни въглища.
По-високи върхове са Самар (922 m), Цръни връх (895 m) и Шилята страна (867 m).